# 구대부면사무소
구대부면사무소(舊大阜面事務所)는 대한민국 경기도 안산시 단원구 대부북동에 있는 건축물이다. 2004년 5월 17일 경기도의 문화재자료 제127호로 지정되었다.

## 개요
대부면사무소는 1913년 민간으로부터 기부받아 사용하던 중, 1933년 건축비를 기부받아 설계하여 1933년 4월 5일 상량(上樑)한 면사무소 건물이다. 현재 건물은 정면5칸, 측면 3칸, 현관 1칸으로 구성되어 약 28평 규모의 단일 건물로 되어있다. 그러나 창건 당시 사무실, 회의실, 숙직실, 사환실, 욕실, 현관, 복도, 창고, 변소 등으로 구성된 총 면적 42.25평 규모의 건물이었다. 따라서 원래는 2개 이상의 건물로 구성되어 있었던 것으로 추정된다.
건물의 평면은 정면 5칸, 측면 3칸으로 구성되고 정면 중앙에 현관 1칸이 돌출되어 있다. 내부는 벽체를 모두 철거하여 변형되어 있으나 지붕가구와 기둥에 남아 있는 흔적으로 볼 때 가운데 칸과 좌우 칸으로 크게 3등분 되고, 가운데 칸과 서측 칸에는 전면으로 복도를 두어 사무공간과 구분하였던 것으로 추정된다.
지붕가구는 칠량가를 기본구조로 하였으나 좌우 칸의 지붕가구는 사무소 평면구성을 반영하여 전통구조법식과는 다르게 변형시켜 구성한 점이 특징적이다. 각주를 사용하고 외벽하부를 벽돌로 쌓은 소로수장집으로 지붕은 겹처마팔작으로 구성되었다. 특히 전면의 현관은 일본식 요소를 차용한 것으로 시대적 특징을 보여준다.
안산 구대부면사무소는 일제강점기에 창건된 면사무소 건물로서 당시 공공시설이 주로 벽돌조나 일본식 목골조로 이루어지던 것과는 달리 한옥양식에 근대적 행정기능을 수용한 과도기적 행정건축의 특징을 보여주는 드문 사례이다.

## 참고 문헌
- 구대부면사무소 - 국가유산청 국가유산포털